# Sejmuria
Sejmuria (Seymouria) – rodzaj wymarłych zwierząt o cechach przejściowych pomiędzy płazami a gadami, żyjących w okresie karbonu i wczesnego permu. W ich budowie występowały cechy obydwu gromad. Czaszka podobna była do czaszek płazów tarczogłowych, opatrzona jednak jednym tylko kłykciem potylicznym. Kończyny i pasy przypominały budową te same organy u płazów, ale palce ich opatrzone pazurami przypominały gadzie. Różnica była także zauważalna w budowie zębów, określa się je jako cechę płazów. Połączenie między kręgosłupem a obręczą miednicową miało charakter pośredni; o ile u płazów występuje jeden kręg krzyżowy łączący się z miednicą, a u gadów – co najmniej dwa, sejmuria miała jeden rozwinięty kręg krzyżowy, stykający się z kością biodrową na dużej powierzchni, oraz drugi, przypominający jeszcze budową kręgi ogonowe, ale stykający się z kością biodrową końcem dalszym żebra. Długość ciała ok. 50 cm. Sejmuria uznawana była za ogniwo pośrednie między płazami a gadami, przypuszczano też, że wywodzić się od niej mogły pierwsze gady – kotylozaury.
Dane:

Czas: Perm 280 mln lat temu

Występowanie: Ameryka Północna

Długość:ok. 0,5 m
Sejmuria została zaklasyfikowana do wymarłej podgromady płazów Labyrinthodontia.
Gatunki sejmurii:
- S. baylorensis
- S. sanjuanensis
- S. grandis
- S. agilis

## Sejmuria w mediach
Sejmuria pojawia się w odcinku dokumentalnego serialu Zanim przywędrowały dinozaury, opisującym życie we wczesnym permie, jako żywiąca się jajami dimetrodonów.